# Vulgata
Als Vulgata [vʊlˈgaːta] (von lateinisch vulgātus für »volkstümlich«) werden allgemein verbreitete und übliche Textfassungen bezeichnet, auch populäre Bearbeitungen literarischer Stoffe wie der Alexandergeschichte. Im engeren Sinne bezeichnet der Ausdruck (Biblia) Vulgata die im Mittelalter verbreitete lateinische Fassung der Bibel, die sich gegen verschiedene ältere lateinische Bibelübersetzungen (Sammelbegriff Vetus Latina) durchgesetzt hat. Der Ausdruck Vulgata selbst ist nachmittelalterlich.

## Entwicklung der Biblia Vulgata

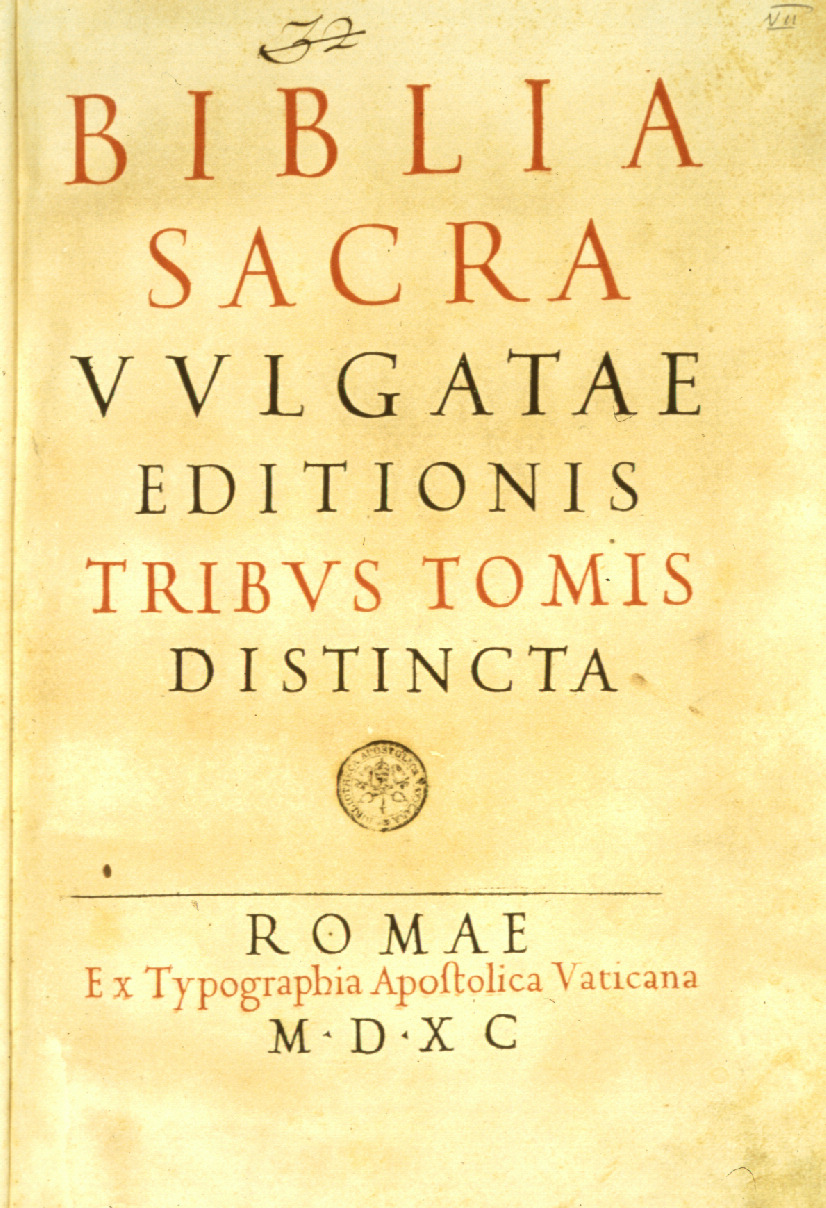
Vulgata Sixtina, 1590

### Übersetzung des Hieronymus
Im Auftrag des Papstes Damasus begann dessen Vertrauter Hieronymus nach 382 eine Revision der lateinischen Übersetzungen der Evangelien. Dabei bearbeitete er in geringerem Umfang auch die übrigen Schriften des Neuen Testaments. Nach dem Tod des Papstes 384 siedelte Hieronymus nach Bethlehem über und wandte sich der Übersetzung des Alten Testaments zu. Anfangs übersetzte Hieronymus einige alttestamentliche Bücher aus der griechischen Septuaginta: den Septuaginta-Psalter, das Buch Hiob, die Sprichwörter, das Hohelied, das Buch Kohelet sowie das erste und zweite Buch der Chronik. Dem ließ er ab 393 eine Übersetzung des gesamten Alten Testamentes folgen, laut eigenen Angaben „nach dem Hebräischen“ (iuxta Hebraeos), vermutlich aber auch auf Basis der von Origenes aufbereiteten Hexapla-Ausgabe, die neben der griechischen Septuaginta-Version und anderen griechischen Übersetzungen auch den hebräischen Text in griechischer Transkription enthielt. Die neuere Forschung schätzt inzwischen die hebräische Sprachkompetenz des Hieronymus wieder höher ein.

### Geschichte der Vulgata im Mittelalter und in der Frühen Neuzeit
Der von Hieronymus revidierte Text konkurrierte noch lange mit anderen lateinischen Übersetzungen, die gleichzeitig in Gebrauch waren. Dies hatte zur Folge, dass nach 400 entstandene lateinische Bibelhandschriften einzelne Lesarten des Hieronymus übernahmen oder umgekehrt ältere Lesarten in Abschriften des Hieronymustexts hineingerieten, sodass der ursprüngliche Wortlaut seiner Fassung im Einzelnen unsicher ist. Erst etwa im 8. bis 9. Jahrhundert hatte sich die im Wesentlichen auf Hieronymus zurückgehende Textfassung durchgesetzt und war damit zu einer Vulgata, d. h. einer allgemein verbreiteten Version, geworden. Auf Veranlassung Karls des Großen bemühten sich die fränkischen Gelehrten Alkuin und Theodulf von Orléans um eine verbesserte Ausgabe, die als Alkuin-Bibel bekannt wurde. Auch die sogenannte Pariser Bibel des Spätmittelalters enthält den Text der Vulgata.
Die Vulgata erlebte durch Erfindung des Buchdrucks Mitte des 15. Jahrhunderts eine starke Vervielfältigung, einsetzend mit der Gutenberg-Bibel. Sie war auch Grundlage der 18 vorlutherischen deutschen Bibelübersetzungen.
Martin Luther hingegen legte seiner Übersetzung neben dem lateinischen vor allem den erst seit kurzem im Druck verfügbaren griechischen Bibeltext in der Ausgabe des Erasmus von Rotterdam zugrunde. In Luthers Gefolge verwarf die protestantische Bewegung die Vulgata als weniger ursprünglich (der damalige griechische Text enthielt auch noch Fehler) und bevorzugte bei Bibelübersetzungen in die Volkssprachen die hebräischen und griechischen Fassungen als Ausgangstexte. Für Gelehrte veröffentlichte Martin Luther 1529 eine eigene Teil-Revision der Vulgata.
Die katholische Kirche hielt jedoch an der Vulgata fest. Sie wurde auch zur Grundlage der bewusst gegen Luthers Übersetzung herausgegebenen Eck-Bibel. Das Konzil von Trient erklärte 1546 die Vulgata für authentisch und forderte eine möglichst fehlerfreie („quam emendatissime“) neue Ausgabe. Entsprechende Ausgaben wurden in Löwen erstellt und seit 1569 durch mehrere päpstliche Kommissionen in Rom vorbereitet. In dieser Zeit kam auch der nicht-antike, neuzeitliche Begriff Vulgata auf. Papst Sixtus V. drängte auf einen raschen Abschluss der Revision. Mit dem Ergebnis der Kommissionen unzufrieden, nahm er selbst Veränderungen vor und ließ 1590 eine neue Ausgabe drucken (die Vulgata Sixtina), die er als verbindliche Ausgabe promulgierte. Kurz nach seinem Tod wurde diese jedoch eingezogen und 1592 durch die Vulgata Clementina ersetzt. Diese wurde 1979 durch die Nova Vulgata abgelöst.

### Historisch-kritische Editionen
Im 19. und 20. Jahrhundert gab es mehrere Anläufe zu einer kritischen Edition der Vulgata. Der erste war die ab 1878 an der dortigen Universität begonnene Oxforder Vulgata-Ausgabe des Neuen Testaments, die zwischen 1889 und 1954 erschien. Im Jahr 1907 beauftragte Papst Pius X. durch das Motu proprio Consilium a Decessore Nostro den Benediktinerorden ebenfalls mit einer kritischen Edition. Zu diesem Zweck wurden Mönche der Kongregation von Solesmes nach Rom entsandt. Für sie wurde dort die Abtei des hl. Hieronymus als Studienzentrum gegründet. Die Bände dieser Ausgabe erschienen zwischen 1926 und 1995.
Auf der Basis der Oxforder Vulgata und der römischen Ausgabe und unter Verwendung einer breiten Handschriftenbasis wurde ab den 1950er Jahren die sogenannte Stuttgarter Vulgata erarbeitet. Als Ergebnis dieser Arbeiten brachte Robert Weber die erste Auflage heraus; inzwischen (seit 2007) liegt sie in der fünften Auflage vor. Für die historische (liturgie- und dogmengeschichtliche) Forschung gilt die Stuttgarter Vulgata als die maßgebliche Ausgabe.

### Nova Vulgata
Im Zuge der Liturgiereform wurde seit Mitte der 1960er Jahre in den meisten katholischen Gemeinden die Feier der Liturgie in lateinischer Sprache unüblich. Dennoch werden die Texte der Vulgata noch heute in verschiedenen Ordensgemeinschaften (Benediktiner, Zisterzienser, Kartäuser) verwendet.
1979 erschien, veranlasst vom Zweiten Vatikanischen Konzil, eine Neuedition der Vulgata, die Nova Vulgata. Sie wurde unter Benutzung kritischer Editionen erstellt, beansprucht aber selbst nicht, eine kritische Edition zu sein und enthält Lesarten, die nicht handschriftlich bezeugt sind. Um den Gebrauch der Nova Vulgata zu stärken, veröffentlichte der Vatikan 2001 die Instruktion Liturgiam authenticam.

## Ausgaben
Stuttgarter Vulgata
- Biblia Sacra iuxta vulgatam versionem. Adiuvantibus B. Fischer, I. Gribomont, H.F.D. Sparks, W. Thiele recensuit et brevi apparatu instruxit R. Weber. 2 Bände, Württembergische Bibelanstalt, Stuttgart 1969.
- Biblia sacra iuxta vulgatam versionem. Recensuit et brevi apparatu critico instruxit Robertus Weber. Editionem quartam […] praeparavit Roger Gryson. Deutsche Bibelgesellschaft, Stuttgart 1994. (Digitalisat – Internet Archive)
- Biblia sacra. Iuxta Vulgatam versionem. Recensuit et brevi apparatu critico instruxit Robertus Weber (durchgesehen und mit einem kritischen Apparat erläutert von Robert Weber). 5., verbesserte Auflage, bearbeitet von Roger Gryson. Deutsche Bibelgesellschaft, Stuttgart 2007, ISBN 978-3-438-05303-9 (maßgebliche wissenschaftliche Ausgabe; Obertext ohne kritischen Apparat auch online).

Deutsche Übersetzung
- Biblia Sacra Vulgata. Lateinisch und deutsch. Unter Mitwirkung zahlreicher Fachkollegen herausgegeben von Andreas Beriger, Widu-Wolfgang Ehlers, Michael Fieger (= Sammlung Tusculum), 5 Bände. Walter de Gruyter, Berlin 2018.
  - Band 1: Genesis – Exodus – Leviticus – Numeri – Deuteronomium. ISBN 978-3-11-048987-3; doi:10.1515/9783110489873.
  - Band 2: Iosue – Iudices – Ruth – Samuhel – Malachim – Verba dierum – Ezras – Tobias – Iudith – Hester – Iob. ISBN 978-3-11-049043-5; doi:10.1515/9783110490435.
  - Band 3: Psalmi – Proverbia – Ecclesiastes – Canticum canticorum – Sapientia – Iesus Sirach. ISBN 978-3-11-049041-1; doi:10.1515/9783110490411.
  - Band 4: Isaias – Hieremias – Baruch – Ezechiel – Daniel – XII Prophetae – Maccabeorum. ISBN 978-3-11-048999-6; doi:10.1515/9783110489996
  - Band 5: Evangelia – Actus Apostolorum – Epistulae Pauli – Epistulae Catholicae – Apocalypsis – Appendix. ISBN 978-3-11-048997-2; doi:10.1515/9783110489972.